# Stanford Graduate School of Business
A Stanford Graduate School of Business é a escola de Negócios da Universidade Stanford na Califórnia. Fundada em 1925, a escola, também conhecida como Stanford GSB ou Stanford Business School, possui o segundo maior endowment das escolas de negócios dos EUA, atrás apenas da Harvard Business School (HBS). Contudo é a primeira se for considerado o endowment por aluno - enquanto a HBS conta com cerca de 900 alunos em suas turmas de MBA, Stanford tipicamente admite apenas 370 alunos por turma. Seu rigoroso e prestigiado programa de MBA é, inclusive, o mais seletivo do mundo com uma taxa de aceitação entre 5% e 10% nos últimos anos.

## Rankings
|                                   | 2014 | 2015 | 2016 | 2017 | 2018 |
| --------------------------------- | ---- | ---- | ---- | ---- | ---- |
| FT - Global MBA                   | 2    | 4    | 5    | 2    | 1    |
| FT - MBA para MULHERES            | -    | -    | -    | -    | 2    |
| The Economist - Global MBA        | 9    | 13   | 5    | 5    | 5    |
| FT - Executive Education - Open   | 8    | 15   | 15   | 13   | 7    |
| FT - Executive Education - Custom |      |      | 16   | 13   | 8    |